# 522

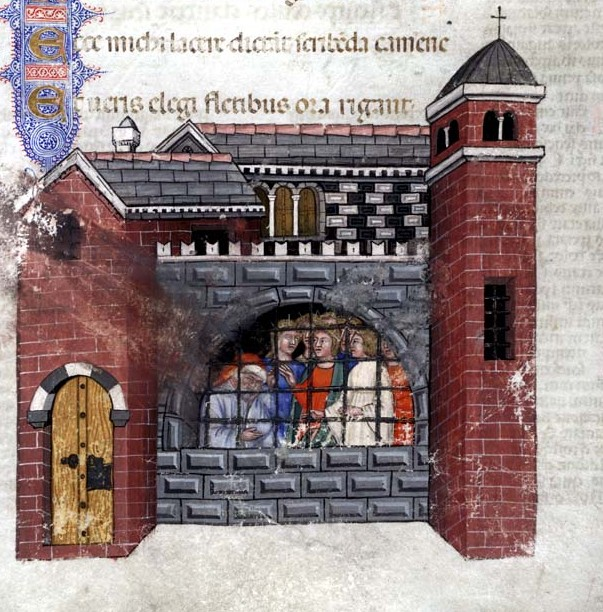
Boëthius in de gevangenis (manuscript van de "Vertroosting" uit 1385)

Het jaar 522 is het 22e jaar in de 6e eeuw volgens de christelijke jaartelling.

## Gebeurtenissen

### Klein-Azië
- Perzische monniken smokkelen eitjes en larven van de zijdevlinder van China naar Constantinopel. In "Morea" (Peloponnesos) wordt een bescheiden zijde-industrie gevestigd.
- Tzath wordt koning van Lazica. Hij gaat naar Constantinopel om zich te laten dopen en als koning te laten erkennen. Hij breekt hiermee met de traditionele Lazicaanse verbondenheid met de Sassaniden en kiest in plaats daarvan het Byzantijnse Rijk.

### Europa
- Anicius Manlius Torquatus Severinus Boëthius, Romeins filosoof, wordt beschuldigd van een samenzwering tegen Theodorik de Grote en in Pavia in de gevangenis opgesloten.
- De 20-jarige Amalarik wordt uitgeroepen tot koning van de Visigoten. Theodorik de Grote verleent hem militaire steun voor de controle over Zuid-Gallië.

## Overleden
- Eutharik, schoonzoon en beoogd opvolger van Theodorik de Grote
- Vachtang I, koning van Iberië (huidige Georgië) (waarschijnlijke datum)